# Ichneumon feriens
Ichneumon feriens là một loài tò vò trong họ Ichneumonidae.